# Лёц
Лёц (нем. Loitz, løːts) — город в Германии, в земле Мекленбург-Передняя Померания.
Входит в состав района Деммин. Население составляет 4204 человека (на 31 декабря 2010 года). Занимает площадь 62,96 км². Официальный код — 13 0 52 049.
Город подразделяется на 9 городских районов.

## Название
С 1170 года известно название местности Losice. Имя постоянно менялось на Lositz (1171 и 1193), Locisse (1194), Losiz (1197), Lozitz (1314). Крепость и поселение назывались с 1236 года Lositz, 1248 Losiz, 1275 Loseze, 1294 Losiz и потом сокращённо 1331 Loytze и 1332 Loitze. старополабское имя возможно означает Лось.